# Just Tell Me/Crazy
Just Tell Me/Crazy è il quinto singolo del gruppo statunitense Wess & The Airedales, pubblicato dalla Durium nel 1969.

## Descrizione
Entrambi i brani sono presenti nell'album A Warmer Shade of Wess.
Just Tell Me, presente sul lato A del disco, è il brano composto da Piero Umiliani per la colonna sonora del film Orgasmo.
Crazy, presente sul lato B del disco, è il brano composto da Armando Trovajoli per la colonna sonora del film Vedo nudo.
I testi sono di Douglas Fowlkes e, solo sul lato B, Carlo Pes.

## Tracce
1. Just Tell Me (dal film Orgasmo) – 2:50 (testo: Douglas Fowlkes – musica: Piero Umiliani)
2. Crazy (dal film Vedo nudo) – 3:40 (testo: Fowlkes-Pes – musica: Armando Trovajoli)